# ベティ・フィールド
ベティ・フィールド（Betty Field、1913年2月8日 – 1973年9月13日）は、ボストン出身のアメリカ合衆国の女優。

## 来歴
1913年（1918年としている文献もある）にセールスマンの娘として生まれる。
アメリカン・アカデミー・オブ・ドラマティック・アーツで演技を学んだ後、1933年に舞台デビュー。翌年にはブロードウェイの舞台にも立つようになる。1941年の映画『丘の羊飼い（原題：The Shepherd of the Hills）』でジョン・ウェインの相手役に抜擢されるなど当時のスター俳優の相手役に起用される。
1942年に、前妻と離婚したばかりの脚本家エルマー・ライスと結婚。その後、息子2人と娘1人を生む。
1973年に脳梗塞により死去。

## 主な出演作
- 廿日鼠と人間 Of Mice and Men (1939)
- 丘の羊飼い The Shepherd of the Hills (1941)
- 肉体と幻想 Flesh and Fantasy (1944)
- 南部の人 The Southerner (1945)
- 暗黒街の巨頭 The Great Gatsby (1949)
- ピクニック Picnic (1955)
- バス停留所 Bus Stop (1956)
- バターフィールド8 BUtterfield 8 (1960)
- 終身犯 Birdman of Alcatraz (1962)
- 廿日鼠と人間 Of Mice and Men (1963)
- 荒野の女たち 7 Women (1966)
- マンハッタン無宿 Coogan's Bluff (1968)